# Song
Huyện Song là một huyện thuộc bang Sarawak của Malaysia. Huyện Song có dân số thời điểm năm 2010 ước tính khoảng 20046 người.